# Chuyện tình nàng Sita
Chuyện tình nàng Sita (tiếng Hindi: सिया के राम) là một bộ phim truyền hình Ấn Độ trên Star Plus do Nikhil Sinha làm đạo diễn, sản xuất bởi Triangle Film Company.  Bộ phim lấy bối cảnh giới từ sử thi Ramayana, câu chuyện về Rama và Devi Sita từ góc nhìn của Sita. Madirakshi Mundle và Ashish Sharma lần lượt đóng vai Nữ thần Sita và Thần Rama, và Karthik Jayaram trong vai Raavan. Phim được công chiếu vào ngày 16 tháng 11 năm 2015 và kết thúc vào ngày 4 tháng 11 năm 2016.

## Giải thưởng và đề cử
| Năm  | Giải thưởng                         | Hạng mục                                                          | (Người) đề cử                   | Kết quả   | Tham khảo |
| ---- | ----------------------------------- | ----------------------------------------------------------------- | ------------------------------- | --------- | --------- |
| 2016 | Giải thưởng Star Parivaar           | Beta được yêu thích nhất                                          | Ashish Sharma                   | Đoạt giải | [ 4 ]     |
| 2016 | Giải thưởng Star Parivaar           | Nam Sadasya được yêu thích nhất                                   | Ashish Sharma                   | Đề cử     |           |
| 2016 | Giải thưởng Star Parivaar           | Nữ Naya Sadasya được yêu thích nhất                               | Madirakshi Mundle               | Đề cử     |           |
| 2016 | Giải thưởng Star Parivaar           | Beti được yêu thích nhất                                          | Madirakshi Mundle               | Đề cử     |           |
| 2016 | Giải thưởng Star Parivaar           | Jodi được yêu thích nhất                                          | Ashish Sharma/Madirakshi Mundle | Đề cử     |           |
| 2016 | Giải thưởng Star Parivaar           | Jodi quốc tế được yêu thích nhất                                  | Ashish Sharma/Madirakshi Mundle | Đề cử     |           |
| 2016 | Giải thưởng Star Parivaar           | Pati được yêu thích nhất                                          | Ashish Sharma                   | Đề cử     |           |
| 2016 | Giải thưởng Star Parivaar           | Patni được yêu thích nhất                                         | Madirakshi Mundle               | Đề cử     |           |
| 2016 | Giải thưởng Star Parivaar           | Nayi Soch Kirdaar được yêu thích nhất                             | Madirakshi Mundle               | Đề cử     |           |
| 2016 | Giải Viện Hàn lâm Truyền hình Ấn Độ | Phim truyền hình lịch sử xuất sắc                                 | Nikhil Sinha                    | Đoạt giải | [ 5 ]     |
| 2016 | Giải Viện Hàn lâm Truyền hình Ấn Độ | Nam diễn viên chính xuất sắc                                      | Ashish Sharma                   | Đề cử     | [ 5 ]     |
| 2016 | Giải Viện Hàn lâm Truyền hình Ấn Độ | Phục trang xuất sắc                                               | Nikhat Neerusha                 | Đoạt giải | [ 6 ]     |
| 2016 | Giải thưởng Abby                    | Sử dụng hiệu ứng đặc biệt & đóng thế/Quảng cáo trực tiếp xuất sắc | Siya Ke Ram - Dhanush Yatra     | Giải Bạc  | [ 5 ]     |